# Stricticollis transversalis
Stricticollis transversalis là một loài bọ cánh cứng trong họ Anthicidae. Loài này được Villa & Villa miêu tả khoa học năm 1833.